# Jugoslávie na Letních olympijských hrách 1956
Jugoslávii na Letních olympijských hrách 1956 v australském Melbourne reprezentovalo 35 sportovců, z toho 32 mužů a 3 ženy v 8 sportech.

## Medailisté
| Medaile | Jméno | Sport      | Disciplína          |
| ------- | --- | ---------- | ------------------- |
| Stříbro | Franjo Mihalić | Atletika   | Muži maratonský běh |
| Stříbro | Sava Antić Ibrahim Biogradlić Mladen Koščak Dobroslav Krstić Luka Liposinović Muhamed Mujić Zlatko Papec Petar Radenković Nikola Radović Ivan Santek Dragoslav Šekularac Ljubiša Spajić Todor Veselinović Blagoje Vidinić | Fotbal     | Turnaj mužů         |
| Stříbro | Ivo Cipci Tomislav Franjković Vlado Ivković Zdravko Ježić Hrvoje Kačić Zdravko Kovačić Lovro Radonjić Marijan Žužej | Vodní pólo | Turnaj mužů         |